# 六四事件中的贵州省
1989年春夏之交，中华人民共和国爆发全国性抗议运动，史称六四事件或八九民运，中国官方称1989年春夏之交的政治风波。期间贵州省各地也有抗议、游行、罢课、集会及其他政治表达行为。这些活动多由学生、工人主导，也包含市民等群体发起，乃至有體制內人士參與，与全国范围内的抗议相呼应。
根据贵州当局的统计，在4月下旬至6月初共有贵阳、遵义、安顺等9个地、州、市的高等院校和数十所中等专业学校学生相继进行游行示威。贵州最大規模的抗議示威發生在首府贵阳，在遵义、毕节、兴义、凯里、六盘水、都匀等其他县市也有人士响应。在六四清场后，中國公安当局亦指控贵州破获多起民运人士搜集枪支弹药和武器的“反革命集团”案件。

## 贵阳
胡耀邦死後，官方的報告指最遲到4月24日，貴州的高校出現了響應全國學生的大小字報和標語。

### 5月
5月3日，贵州高校出现了呼吁学生五四上街游行的大字报和传单，响应全国。5月4日凌晨，贵州师大、医学院约700余名学生上街游行，沿途呼喊“反官僚、反腐败”「紀念五四」、「要民主,要自由」等口号，有人砸碎三辆汽车的玻璃。凌晨三时，示威者到达贵州省政府门口，有人呼喊“打倒王朝文省长”，并三次冲击省政府大门，被值勤警察阻拦。也有人向警察扔石块，砸坏贵阳市公安局一录相机照明灯。当晚学生们散去。公安局指贵阳是当天全国五四大游行中唯一发生打砸事件的城市。
5月16日，貴陽继续有二萬名大中專學生示威遊行。17日上午，贵州师范大学、贵州大学等院校有1500多名学生上街游行，呼喊“打倒官倒”，“要民主”等口号。随后，贵州教育学院、民族学院、工学院的几千名学生加入游行队伍。下午二时，2500名学生集中在邮电大楼，要求免费发电报声援北京学生运动。贵州日报、贵州晚报、贵州省电台的五十余人也上街游行。
5月18日清晨，贵阳有3000人坐火車前往北京聲援當地學生。稍後有2000名学生來到貴州省政府高喊口号，批评该省经济发展滯後。中午，贵阳市大专院校、中专学校和部分中小学數萬名學生，與近300名作家、藝術家、科學家、新聞工作者上街游行，向贵州省政府大院汇集，下午一时三十分，省政府大院已汇集了万余名学生，大约有4500名学生再次在貴州省政府大楼外游行，要求希望对去北京的学生进行客观的新闻报道，以了解他们的活动以及交通情况。据报道，政府當時有點不知所措，政府订购了数千盒饭，試圖让学生及早離開結束抗議；部分学生冲击省政府办公大楼，并向执勤武警扔石头，打伤了几个人。到晚上，仍有2000名学生在警察的警戒下留守，估计當時有10万名群眾參與围观。当天，有十四輛車在混乱中受攔劫和遭磚塊襲擊,六家廠商遭砸搶。
5月17日至19日，示威学生冲击公安在贵州省政府大门设置的警戒线,占据省政府礼堂，宣布成立“贵州省高校自治联合会”。数千名示威者随即湧入贵州省政府大院,并多次冲击贵州省政府部门。武警在省政府办公区域的重点部位,设置了10余道人墙,使示威者无法冲破防线。当局亦指有示威者用旗杆捅,用脚踢,用石块袭击武警,致使22名武警头部受伤。5月18-19日，貴陽上萬名學生示威遊行，並在貴州省府禮堂門口和廣場靜坐，另有數百名學生在主要道路靜坐。示威者的标语还包括“贵州省牧校声援团”“垂帘听政，千古罪人”等。当晚,学生全部撤离现场。
八九民运期间，贵阳示威者亦先后成立貴陽市民聲援團、貴陽市工人自治聯合會等组织。另外也有在运动爆发前就成立的民运组织貴州沙龍聯誼會（第一任会长为陈友才）积极活动。其中时任沙龍聯誼會會長為李黔剛，副會長劉庭松，貴陽市民聲援團主要負責成員為李波。5月17日至19日，杜和平和李黔刚等人书写“公民们，今日去春雷广场声援学生爱国行动”的集会通知，张贴在贵阳次南门、河滨公园等处。数百名学生和市民聚集在人民广场，拿着“工人罢工，学生罢课，教师罢教，商人罢市”和“市民声援”等标语，自河滨公园至省政府游行。游行中杜和平等人散发：“你们有什么顾虑还值得沉默吗”！“不如燃烧起人权的火焰”，并说“政府拖延回避糊弄学生的对话要求，时间拖延越长，罪过越大”。贵州当局亦指控陈友才在贵州省政府院内进行了“煽动性的演讲”。
北京戒严之后，5月20日，貴州省政府致電中共中央，擁護李鵬、楊尙昆在北京市黨政軍大會上的講話。5月21日，有人散发了各种的传单，谣传一些省市已宣布不承认李鹏政府，邓小平离京、北京有学生死亡等。5月22日上午，贵州大学、贵州师范大学、贵州财经学院的4200余名学生上街游行，呼喊“反对镇压、反对独裁”、“打倒独裁“、”李鹏休息“、”紫阳回来“等口号，到贵阳人民广场集合。下午，贵州工学院、民族学院、农学院等高校1000多名学生也上街游行。当天参与学生来自十余所高校。23日，仍有部分高校生繼續上街遊行和集會。
5月31日上午，贵阳有八所高等院校3000多名学生上街游行。他们在贵州省政府门前示威后，又到贵州市中心广场演讲。下午五时散去。

### 6月
6月4日，听到有关北京镇压的消息后，贵阳的1000多名学生舉行抗议。他们在城市广场上擺上花圈，甚至有人向周圍人呼吁針對政府發動暴動。6月5日，贵州大学、贵州财经学院等五所高校5000多人上街游行，贵大教师“声讨团”1000余人、贵州电视台70多人、市民声援团1000多人也上街游行。6000多名学生聚集在人民广场举行追悼会。
6月5日-7日，贵阳沙龙联谊会等人陈友才、杜和平、王顺林、张鑫佩多次秘密召开会议，成立了“爱国民主联合会”。陈友才起草了《罢工宣言》，内称“工人用自己的血肉之躯，去向政府请愿，要求政府否定《人民日报》4.26社论和民主政治”。王顺林起草了《告全省同胞书》，指责“政府从外地调集了大批军队，动用了坦克、装甲车、机关枪等武器残酷屠杀青年学生和市民，造成了大规模的流血”，呼吁贵州“全省人民团结起来，行动起来，不愿做阿Q的人们，筑成我们新的长城”等。随后众人对初稿进行传阅、修改、和组织打印。
6月6日上午，贵阳八所院校4000多名学生上街游行，逾万名学生、市民继续聚集在人民广场进行示威活动，市区交通基本瘫痪，几乎所有的公共汽车都被写上了“绞死李鹏”、“偿还血债”等标语，街道到处都有张贴的大小字报。
官方指“五十余名社会青年乘学生上街游行之机，在贵阳市区砸坏各种汽车十一辆和一家个体商店”。后公安机关抓获三十一名“打、砸分子”，收审二十四名，其中没有学生。6月8日,一群示威者在大西門紫林庵、河濱公園、新路口、火車站廣場等地推翻、砸壞各種車輛11輛,並波及數家商店。官方则指8日凌晨，貴陽市公安抓獲31名“攔截汽車和打砸搶”的示威者，並收審了其中24人。6月8日晚九时，有二、三千名学生和市民上街游行。
贵阳的九所高等院校学生以"空校运动"形式表示"抗议"，据贵州省教委当日统计，全市高校在校学生不到20％。6月9日，继续有示威者擋截汽車、設置路障、堵塞交通,先後堵截18輛大貨車,堵塞交通近一小時。当晚，有两千多名市民、学生重新聚集在人民广场，发表演讲。广场上的高音喇叭继续播放各种有关北京的消息。一名集会组织者通过高音喇叭宣布次日上午10时，将在人民广场宣布工人罢工、商人罢市、设置路障的详细计划。貴陽公安制止了一起攔截車輛、設置路障、擾亂社會治安和交通秩序的活動，拘留和收審25人。

## 其他县市
4月28日，遵义地委召开各级党委负责人会议，要求应对该县情况时“严禁在各种公共场所张贴大小字报、条幅、漫画。严禁各种串连和非法游行,严禁成立各种非法组织”。
5月15日，铜仁师专、教育学院、师范、农校、财校、卫校等校的学生上街游行。铜仁地委书记袁荣贵在铜仁行署机关操场接见游行学生对其进行“思想教育”。此后学生离去。
5月18日上午，六盤水數千名大中专學生上街遊行，聲援北京絕食學生。同日，安顺师专、师范、财校、电大、农校等学校的学生近1000人上街游行。在安顺市政府门前大院静坐3小时,声援北京学生。安顺市长王向规，副市长褚聘卿、蒋贵娥、李德平、李圣光，副书记马世棫、袁光辉等会见学生，并进行对话。同日黔东南苗族侗族自治州、黔西南布依族苗族自治州、遵义等地也有六千多名学生上街游行。其中为应对黔西南州首府兴义市的学生游行请愿，武警黔西南州支队出动49名官兵配合公安保卫黔西南州委办公楼、州委组织部、档案馆等政府建筑。同时5月17、18、19、24和25日共5天内，黔东南州首府凯里市城区7所大、中专学校数百名师生也陆续多次上街游行、演讲，并在市内的大十字路口静坐。
5月18-19日，黔南州首府都匀亦出现学生和教工上街游行到黔南州党委、州政府请愿事件，总人数四千余人。在遵义，大中专学校的学生受北京和贵阳影响上街进行游行、静坐，“引起一定的社会震荡”，遵义当局指整个运动期间民运分子“传播政治谣言,鼓动和组织了无视法律的一些活动”，“一小撮未改造好的劳改释放分子和社会渣滓也趁机书写、张贴反动标语进行煽动,妄图制造动乱”。
六四清场后，凯里市区的学生教师游行也持续到6月6日。独山县党委召开会议，应对该县情况成立防暴乱指挥小组。

## 后续
官方数据指，自5月21日至6月24日止，全贵州共抓獲“流竄犯罪分子”6035名，“摧毀團伙”222個，破獲“各類刑事案件”3210起，繳獲“各種贓款和贓物折款”169萬元。贵州武警部队在整个运动期间曾先后派出兵力3万余人次,动用车辆1000余台次。安顺当局也在事后在其干部队伍中清理了“与动乱和暴乱有牵连”的人和事。黔南州公安指运动期间，发生16起政治案件，其中1起“反革命集团案”，并有多起“反动”标语、匿名信案件。罗甸、荔波、长顺等6个县亦发现空飘宣传品。遵义地区当局亦要求学生成立的自治会、联谊会以及其他带串连性的组织要宣布取消，并责令这些组织的领袖到学校等有关部门登记，并处理清理“张贴反动标语,呼喊反动口号的”。
6月14日，貴州省公安廳發出公告，宣佈貴州省高校學生自治聯合會、貴陽市工人自治聯合會、貴陽沙龍聯誼會為非法組織，必須立即解散，其領袖必須到公安機關登記，“否則從嚴懲處”。15日，貴州省公安處局長會議提出要“把緝捕製造社會動亂、進行打砸搶活動的嚴重犯罪分子同打擊流竄犯的鬥爭緊密結合起來”。期間，貴州省公安抓獲19名貴州省「高自聯」、貴陽市「工自聯」、「貴陽沙龍聯誼會」的領袖，另有12人主動到公安機關登記。
“贵阳市沙龙联谊会”成员、运动中“贵州爱国民主联合会”的组织者张鑫佩、陈友才、杜和平、王顺林等人在事后因为“组织、领导积极参加反革命集团、反革命宣传煽动”，被判处两年到十年不等的有期徒刑。其中杜和平在运动期间筹办小报《醒狮》，并以“市民声援学生爱国民主运动”的名义征集签名、组织游行、声援活动，并将自己负责打印的传单，在贵州省政府礼堂进行散发。贵州高原科学咨询公司经理张鑫佩六四之后打着“声援学生，推进民主”的旗号，先后在金筑大学等地召开秘密会议，策划成立“爱国民主联合会”，“并规定该组织的斗争策略，活动方式等”。
6月21日，貴陽市檢察院以毀壞公私財物罪批准逮捕發生在5月17日及6月7日的示威者陳勇、王成、李波等三人。23日，貴陽公安逮捕寫匿名函的“宣傳煽動犯”貴州省農機局工程師張聲明。6月28日深夜，重庆开往南宁的296次客车行至贵州省境内黔桂线苦李井至杨柳街间，因人为爆炸，造成机车2至6号车厢脱线。死亡5人，重伤4人，轻伤8人。公安局指为“敌人”所为。另有李興福及陳家虎等人曾在婺川縣籌組「中國救星黨」，成员有上百。在八九民運期間，该团体到重慶市蒐集抄錄傳單，並鼓勵成員參與抗议。八月間，該組織在贵州被破獲，有十二名骨幹分子被捕。
赫章縣顧興華等人在期间組織「民共黨」，并在六四事件后8月計畫攻打青山區公所，被公安侦查后顧、李二人攜帶槍枝潛逃。10月，赫章、威宁、水城3县公安局联手,经过1个多月侦查破获該行動及组织，於十月間3名主犯在水城縣被捕。毕节当局指其为“反革命预谋暴乱集团”，“缴获反革命纲领、旗帜、大刀、火药枪等”。
凤冈县人的青年罗金波在六四事件之后对中国当局不满，从广东东莞打工后回到贵州,先后在遵义、凤冈收听“美国之音”,了解六四之后的流亡者在巴黎成立“民主中国阵线”的情况。罗金波就此制作了“民主中国阵线委员会”、“民主中国阵线救国纲要(提要)”的100多份反共传单，先后向遵义、广州等有关单位寄发。此后，遵义地区中级人民法院以“反革命宣传煽动罪”，判处罗5年徒刑。
织金县二中高中学生夏春龙在六四之后收听美国之音。在6月6日，购买白纸书写反政府传单，并将传单带到学校散发。当局指其“恶毒攻击党，攻击戒严部队，攻击平暴，号召学生起来罢课”，并由毕节检察分院批准逮捕。6月9日，有人以“乌牧牛”署名的“中国民主联合会毕节支部”写信给毕节一中学生自治会,信中抨击了北京清场,并对学生自治会的活动大加鼓动，给该组织出谋献策。9月18日，又有署名“中国人民匡政救国联合中央委员魏国强”向毕节报社投寄一封信，攻击中国共产党的领导以及北京事件。毕节公安联系此前4月25-26日，毕节县政府外墙上和南关桥计划生育宣传栏内曾贴出3张“反动诗词”，鉴定为同一人所为，并在此后逮捕案件主角武巍松。

## 另見
- 六四事件
- 1989年中華人民共和國抗議地區列表